# Ga Bang Khae MRT
Ga Bang Khae (tiếng Thái: สถานีบางแค) là một ga tàu điện ngầm Bangkok MRT thuộc tuyến Tuyến Xanh Dương, nằm trên Đường Phet Kasem, ở Bangkok, Thái Lan.
Nhà ga nằm trong khu vực Chợ Bang Khae, một trong những chợ tươi sống lớn nhất, lâu đời nhất ở Thonburi và Bangkok.